# Shiv Kumar Batalvi
Shiv Kumar Batalvi (Bara Pind, 23 de julio de 1936 - 6 de mayo de 1973 ) fue un poeta, escritor y dramaturgo indio cuya obra se desarrolló en idioma punyabí.Fue muy conocida su poesía romántica, destacada por reflejar una gran pasión, patetismo, separación y agonía del amante, debido a lo cual ambién fue llamado el sultán de separación (Virha Da Sultan).
Fue el ganador más joven del Premio Sahitya Akademi en 1967, otorgado por la Academia Nacional de Letras de la India, Sahitya, por su épica obra de teatro en verso basada en la antigua leyenda de Puran Bhagat, Loona (1965),  ahora considerada una obra maestra en la literatura punyabí moderna, y que también creó un nuevo género, el kissa punyabí moderno. Su  obra poética se compara en calidad a la de autores célebres de la poesía punyabí moderna, como Mohan Singh (poeta) y Amrita Pritam, todos ellos populares en ambos lados de la frontera indo-paquistaní.

## Publicaciones
- Piran da Paraga (La escarcha de los dolores) (1960)
- Lajwanti (1961)
- Aate Diyan Chiriyaan (1962)
- Mainu Vida Karo (Dime adiós) (1963)
- Darmandan Diyan Aahin (1964)
- Birha tu sultán (1964)
- Loona (1965)
- Main Te Main (Yo y yo) (1970)
- Aarti (Oración) (1971)
- samuchi kavita